# 傑克遜 (北卡羅萊納州尤寧縣)
傑克遜（英語：Jackson）是位於美國北卡羅萊納州尤寧縣的非建制地區。

## 地理
傑克遜所處的海拔為高於海平面195米（即640英呎），而該地所採用的時區為UTC-5，即北美东部时区（EST）。同時該地設有夏令時間，為UTC-5調快一小時，即UTC-4（EDT）。